# Lyssa patroclus
Lyssa patroclus är en fjärilsart som beskrevs av Carl von Linné 1758. Lyssa patroclus ingår i släktet Lyssa och familjen Uraniidae. Inga underarter finns listade i Catalogue of Life.

## Bildgalleri

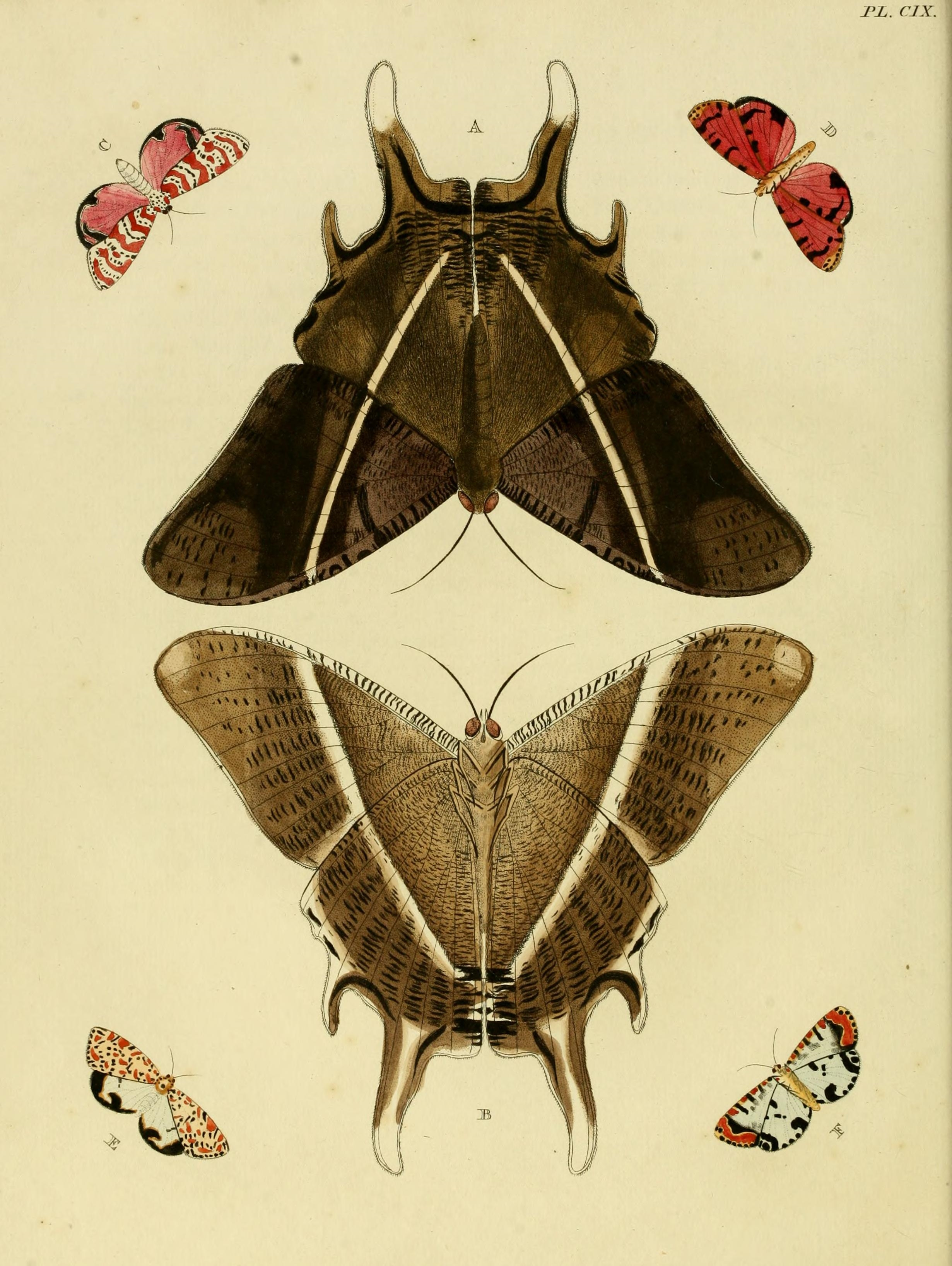
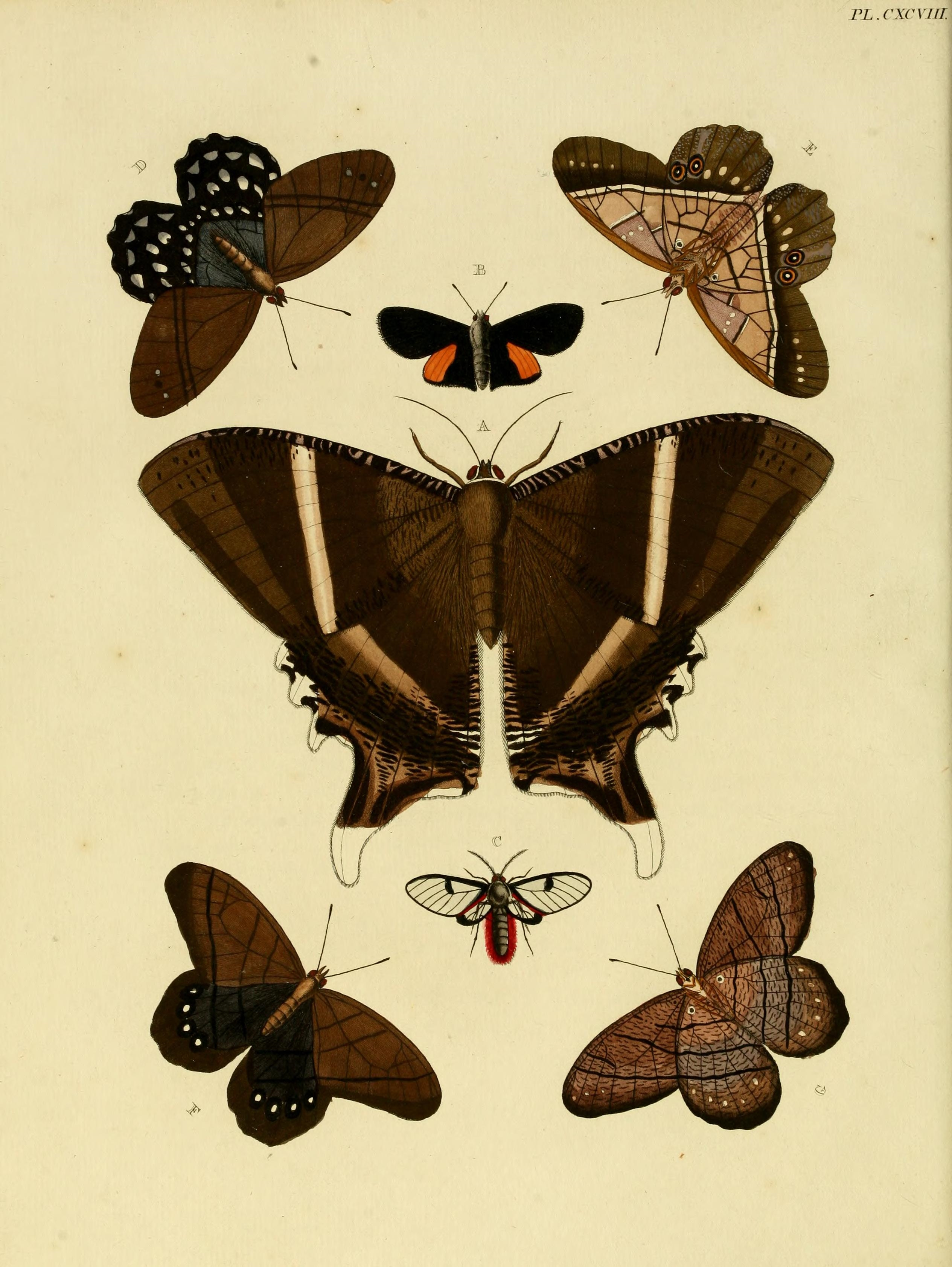